# Benyovszky István
Benyói és urbanói Benyovszky István (Szatmárnémeti, 1898. február 6. – Szentes, 1969. szeptember 26.) festőművész, grafikus, a Benyovszky család sarja.

## Élete
Benyovszky Pál fiaként született a Szatmár vármegyei Szatmárnémetiben. Később a család Szatmárhegyre költözött, ahol az édesapát rendőrkapitánnyá nevezték ki. Benyovszky István már gyermekkorában is nagyon szeretett rajzolni, főleg lovas témában. A szülői házból anyai nagyszüleihez, a Viskyekhez került Szatmárra, ahol a katolikus állami főgimnáziumba járt. Itt ismerkedett meg a vízfestés technikáival. Rajztanára hamar felismerte tehetségét, több országos szintű rajzversenyről díjazottként tért haza. Rajzai ebben az időben a Zászlónk című folyóiratban jelentek meg. 1917-ben öccse, Pál Béri Balogh Ádám című költői elbeszélését is illusztrálta. Az érettségit megszerezve 1916-ban a budapesti Képzőművészeti Főiskolára jelentkezett, ekkor már ismert volt a neve. 1922-ben diplomázott. A főiskola után Kecskemétre került, ahol Révész Imre tanítványaként a magyar puszta ábrázolása lett a fő témája.
Az első világháború idején behívták katonának, hazatérésekor súlyos beteg volt. Kigyúgyulva betegségéből visszatért Kecskemétre, ahol az akkor már világhírre is szert tett Révész kedvenc tanítványa volt. Tanulmányutakra is ment, az USA-ban, Párizsban és Zürichben tárlatokat is rendezett. A húszas években több nagy sikerű könyv illusztrációit is elkészítette. Rendszeresen kirándult a Hortobágyra, témája ekkor is még a puszta volt, de már a paraszti élet eseményeit is rajzolta illetve festette. A fővárosban is megjelent kiállításokon, de vidéken többször jelen volt. Műveit leginkább Szegeden, Debrecenben és Kecskeméten állították ki.
A második világháború alatt a keleti fronton szolgált haditudósítóként. A békekötés után sokáig nem jelent meg a közéletben, mellőzték. Végre 1952-ben a Magyar Mezőgazdasági Múzeumban állást ajánlottak neki. Kilátástalan anyagi helyzetéből még rendszeres jövedelme sem segítette ki, lakáshelyzete tarthatatlanná vált. Végül otthagyta a múzeumot, Csongrádra költözött, ahol Forgó Tamás és neje, Surányi Mária barátsággal fogadta be. Már 1952 előtt is náluk lakott, mielőtt a múzeumi állásajánlattal megkeresték volna.
Képei nem csak a lovakat, a pusztát, a paraszti élet mozzanatait, de történelmi témákat is érintettek. Honfoglalás kori, középkori és világháborús lovas csatákat is megfestett. Erdei Ferenc külön kitüntette a kiváló művészt minisztersége idején.
Solymossy Sándor: Magyar mondák és mesék, illetve Györffy István: A szilaj pásztorok című könyvét az ő illusztrációi díszítik.

## Egyéni kiállításai
- 1931. Próféta Terem, Szeged
- 1936. Déri Múzeum, Debrecen
- 1972. Emlékkiállításai Keszthelyen és Csongrádon
- 1998. Magyar Mezőgazdasági Múzeum, Budapest